# 贝尔维特河畔梅尼
贝尔维特河畔梅尼（法語：Ménil-sur-Belvitte）是法国洛林大区孚日省的一个市镇，属于埃皮纳区朗贝尔维莱尔县。该市镇2009年时的人口为294人。

## 人口
贝尔维特河畔梅尼人口变化图示
| 数据来源：INSEE |